# Wuchereria bancrofti
Wuchereria bancrofti je nitasti parazitski helmint iz naddružine filarij (Filariae oz. Filarioidea). Je eden od treh parazitov, ki povzroča vnetje mezgovnic (limfangiitis), le ta pa lahko vodi v slonovico oz. tropsko elefantiazo. Prenašalci bolezni (vektorji) so komarji iz rodov Anopheles, Culex, Aedes in Mansonia.

## Zgodovina
Učinki povzročitelja so bili zapisani že v antičnih besedilih. Glede na podobnost podobe okuženega človeka s slonom v zvezi s povečanimi udi in razbrazdano kožo so rimski in grški pisci poimenovali bolezen elefantiaza, kar je pravzaprav zavajujoče, saj izraz dobesedno pomeni »bolezen, ki jo povzroča slon«.
Sam povzročitelj je poimenovan po Ottu Wuchererju, brazilskemu zdravniku, in Josephu Bancroftu, angleškemu kirurgu in parazitologu, ki sta raziskovala okužbe s filarijami.
Domnevano je, da je bil povzročitel prenešen v Novi svet preko sužnjev iz Afrike. Množične okužbe so bile prisotne predvsem v širši okoli mesta Charleston v Južni Karolini (ZDA), nato pa so v 20-ih letih 20. stoletja nenadoma zamrle..

## Epidemiologija
Parazit je razširjen v tropskih in subtropskih deželah z dolgimi in vlažnimi poletji, tj. v Afriki (še posebej Sredozemlje ter vzhodna in zahodna obala), Aziji (Arabski polotok, Indija, Malezija, Ljudska republika Kitajska, Južna Koreja in Japonska) in delih Avstralije; na nekaterih otokih v Tihem oceanu so okuženi vsi prebivalci. Razširjen je tudi Južni Ameriki v obalnem pasu od Kolumbije do severa Brazilije. V Sloveniji je bil najden samo pri tujih študentih.
Trenutno naj bi bilo z W. bancrofti okuženih okoli 115-120 milijonov ljudi, ki je obenem tudi odgovorna za 90 % vseh filarioz. Vmesni gostitelj W. bancrofti ne obstaja.

## Telesne značilnosti in razvojni krog
Samice so nitaste oblike, v dolžino pa merijo od 8–10 cm in so od 0,24-0,30 mm debele, samci pa so za polovico krajši.
Odrasel osebek prebiva v mezgovnicah in bezgavkah, pa tudi v podkožju in globjem vezivnem tkivu človeka in nekaterih vretenčarjev; človek je obenem tudi končni gostitelj te vrste filarije.
Samica v končnem gostitelju izleže velike ličinke velikosti 250-300 x 10 μm, imenovane mikrofilarije, ki živijo eno do dve leti. Le te potujejo po limfi v krvni obtok in se pojavijo v žilah blizu telesne površine (»nočna mena«). Ko komar sesa kri okuženega človeka, vsrka tudi mikrofilarije. Le-te potujejo v mišičnino komarja in se spremeni v drugo ličinko, nato pa se prelevi v tretjo infektivno ličinko velikosti od 1,5-2,0 mm. Razvoj traja od 10 do 14 dni, nato pa se iz mišičnine preseli v komarjevo bodalce. Pri sesanju se ličinka presel v ranico vlažne kože gostitelja, nato pa preide v mezgovnice, kjer dozori v samca ali samico. Življenjska doba odraslih osebkov traja več let.

## Patogeneza
Podobno kakor pri vseh drugih filarijah tudi ta vrsta povzroča vnetje bezgavk (limfadineitis), v katerih živi. Bezgavke zaradi okužbe (infekcije) z odraslimi paraziti in posledično vnetnega odziva otečejo, pogosto so prizadeta tudi zunanja spolovila (pri moških še posebej mošnja oz. skrotum). Pozneje je zaradi zamašenih mezgovnic pretok limfe vedno huje moten, vezivo se začne razrašati, koža in podkožje pa se zadebelita, s čimer se razvije slonovica. Bolezen bolnika pogosto hudo pohabi.

## Diagnoza in zdravljenje
Filariozo lahko spoznamo po kliničnih znakih in simptomih, ki v začetnih fazah vključuje predvsem nenadno bolečino v predelu telesa, kjer so se naselile filarije, in splošne bolezenske znake (npr. povišana telesna temperatura), v poznejših fazah pa po že omenjeni slonovici, ter po mikrofilarijah v krvnem razmazu, obarvanem po Giemsi. Uporabi se lahko tudi PCR metodo (verižna reakcija s polimerazo).
Zdravljenje je odvisno od stadija bolezni. Najučinkovitejša zdravila so dietilkarbamazin citrat (DEC), ivermektin, albendazol in doksiciklin. DEC je primarna izbira, saj lahko ubije tako ličinke kot tudi odrasle osebke odmerkom 6 mg/kg. Ivermektin uspešno uničuje ličinke, na odrasle osebke pa deluje slabo.
Hidrokele (votline, napolnjene s serozno tekočino) se odstrani z drenažo ali s kirurškim posegom. Pomembno je tudi podporno zdravljenje, predvsem dajanje protibolečinskih zdravil (analgetikov) in zdravil za zniževanje zvišane telesne temperature (antipiretikov).

## Preventiva
Glede na to, da prenašajo povzročitelja komarji, se lahko nevarnost okužbe zmanjša z uporabo repelentov, pravih oblačil in mrež, ki varujejo pred piki komarjev. Delovanje javnega zdravstva je usmerjeno predvsem v zatiranje komarjev, množično zdravljenje okuženih oseb ter v zdravstveno vzgojo.